# Rob Smith
Pour les articles homonymes, voir Robert Smith et Smith.
Rob Smith est un musicien irlandais, né le 29 septembre 1982 à Dublin en Irlande. À jusqu'à présent sorti deux albums : Throwing It All Away (2008) et The Juliana Field (2010). En mars 2011, il a sorti un clip vidéo intitulé Rue Sainte-Dominique qui a été filmé à Paris.
Smith est un fan des Boca Juniors et tient un blog sur le football pour le magazine Hot Press.